# (2932) Kempchinsky
(2932) Kempchinsky es un asteroide perteneciente al cinturón exterior de asteroides descubierto el 9 de octubre de 1980 por Carolyn Jean S. Shoemaker desde el observatorio del Monte Palomar, Estados Unidos.

## Designación y nombre
Kempchinsky fue designado al principio como 1980 TK4.
Más tarde, en 1984, se nombró en honor de Paula M. Kempchinsky, nuera de la descubridora.

## Características orbitales
Kempchinsky orbita a una distancia media del Sol de 3,623 ua, pudiendo acercarse hasta 3,218 ua y alejarse hasta 4,028 ua. Tiene una inclinación orbital de 2,28 grados y una excentricidad de 0,1117. Emplea en completar una órbita alrededor del Sol 2519 días.

## Características físicas
La magnitud absoluta de Kempchinsky es 11,5.